# Bastano poche note/Basta con la noia
Bastano poche note/Basta con la noia è un 78 giri del gruppo musicale italiano Quartetto Vocale Cetra, pubblicato nell'agosto del 1942.

## Tracce
Testi di Age.
Lato A
1. Bastano poche note - (musica: Savona)

Lato B
1. Basta con la noia - (musica: Chiocchio)

## Formazione
- Virgilio Savona - voce
- Enrico De Angelis - voce
- Tata Giacobetti - voce
- Enrico Gentile - voce

### Altri musicisti
- Orchestra Cetra - orchestra
- Pippo Barzizza - direttore d'orchestra